# No Heavy Petting
No Heavy Petting – piąty studyjny album brytyjskiego zespołu UFO. Wydany w 1976 roku. 

## Skład zespołu
- Phil Mogg – wokal
- Andy Parker – perkusja
- Michael Schenker – gitara
- Pete Way – gitara basowa
- Danny Peyronel - instrumenty klawiszowe

## Lista utworów
| 1. | "Natural Thing" (Schenker, Mogg, Way)       | 4:01  |
|    |                                             |       |
| 2. | "I'm a Loser" (Schenker, Mogg)              | 3:55  |
|    |                                             |       |
| 3. | "Can You Roll Her" (Parker, Mogg, Peyronel) | 2:58  |
|    |                                             |       |
| 4. | "Belladonna" (Schenker, Mogg)               | 4:32  |
|    |                                             |       |
| 5. | "Reasons Love" (Schenker, Mogg)             | 3:17  |
|    |                                             |       |
| 6. | "Highway Lady" (Peyronel)                   | 3:49  |
|    |                                             |       |
| 7. | "On With the Action" (Schenker, Mogg)       | 5:03  |
|    |                                             |       |
| 8. | "A Fool in Love" (Miller, Fraser)           | 2:50  |
|    |                                             |       |
| 9. | "Martian Landscape" (Peyronel)              | 5:11  |
|    |                                             |       |
|    |                                             | 35:36 |
|    |                                             |       |

## Single
- "Can You Roll Her" / "Belladonna" (1976, Japonia)
- "Highway Lady" / "A Fool In Love" (1976, Japonia)